# Raków, huyện Kielecki
Raków [ˈrakuf] là một ngôi làng ở quận Kielce, Świętokrzyskie Voivodeship, ở miền trung nam Ba Lan. Đó là khu vực hành chính của gmina (khu hành chính) được gọi là Gmina Raków. Nó nằm ở khu vực Lesser Poland lịch sử, khoảng 39 km (24 mi) về phía đông nam của thủ phủ khu vực Kielce. Làng có dân số 1.213 người.
Raków được thành lập vào năm 1569 bởi Jan Sienieński, một người Calvinist là người cai quản thành trì của Żarnów, là trung tâm của Anh em đồng hữu Ba Lan và là nơi khoan dung tôn giáo. Huy hiệu của thị trấn bao gồm một con tôm hùm đất và có nguồn gốc từ huy hiệu Warnia của người vợ Arian của Sienieński, Jadwiga Gnoińska. Học viện Racovian Socinian được thành lập năm 1602 bởi Jakub Sienieński, con trai của Jan Sienieński. Đến thập niên 1630, thị trấn đã tăng lên 15.000 dân, với các hoạt động tập trung vào Học viện.
Khi cuộc Cải cách ở Ba Lan tập hợp lực lượng, áp lực bắt đầu được sử dụng để chống lại người Socrates. Vào ngày 19 tháng 4 năm 1638, một sự cố đã xảy ra trong đó một số sinh viên trẻ của Học viện đã phá hủy hoặc gỡ bỏ một cây thánh giá, tạo cho tòa án hoàng gia cái cớ cần thiết để cấm các hoạt động của người Arian, bao gồm in ấn và các trường học, và kết án giáo viên phải lưu vong đến Công quốc Transylvania. Học giả dòng Tên Szymon Starowolski biện minh cho việc đóng cửa các trường Tin lành (năm 1638 và 1640), và các trung tâm Tin lành và báo in (năm 1638, báo chí tại Raków), là "nghĩa vụ của các mục tử tốt" và là một hành động hợp pháp của Nhà vua và Cộng hòa. Nhà Nhà thờ Arian ở Raków đã bị phá hủy vào năm 1640. Năm 1641 Jakub Zadzik, tổng giám mục Kraków, bắt đầu xây dựng Nhà thờ Holy Trinity ở Raków tráng lệ Nhà thờ Holy Trinity ở Raków trên cùng một địa điểm và định cư các tu sĩ dòng Phanxicô ở Raków để tái lập Anh em đồng hữu Ba Lan. Các tu sĩ rời thị trấn vào khoảng năm 1649. Các tòa nhà chính của Arian đã bị phá hủy, và sự phá hủy nhiều hơn đã được đưa ra bởi người Cossacks và Hungari năm 1657. Đến năm 1700, thị trấn chỉ còn 700 người.
Ban đầu, sau đợt phân vùng đầu tiên của Khối thịnh vượng chung Ba Lan Litva, Raków ở trong Phân vùng Áo và sau đó là Phân vùng Nga. Năm 1820, Raków có 926 cư dân, năm 1864, số lượng của họ tăng lên đến năm 2007, một phần quan trọng là người Do Thái. Năm 1869, giống như nhiều thị trấn khác của Ba Lan, Raków mất vị thế thị trấn và đặc quyền thị trấn.

## Cư dân
- Fausto Paolo Sozzini, Arian Ý
- Lelio Sozzini, chú của Fausto Paolo Sozzini
- Stanisław Lubieniecki, Socrates
- Piotr của Goniądz, Socinian
- Gregory Paul của Brzeziny, Socrates
- Marcin Séc, Socrates
- Jan Niemojewski, Socinian
- Mikołaj Sienicki, Socrates
- Andrzej Wiszowaty, Socrates

## Tham khảo

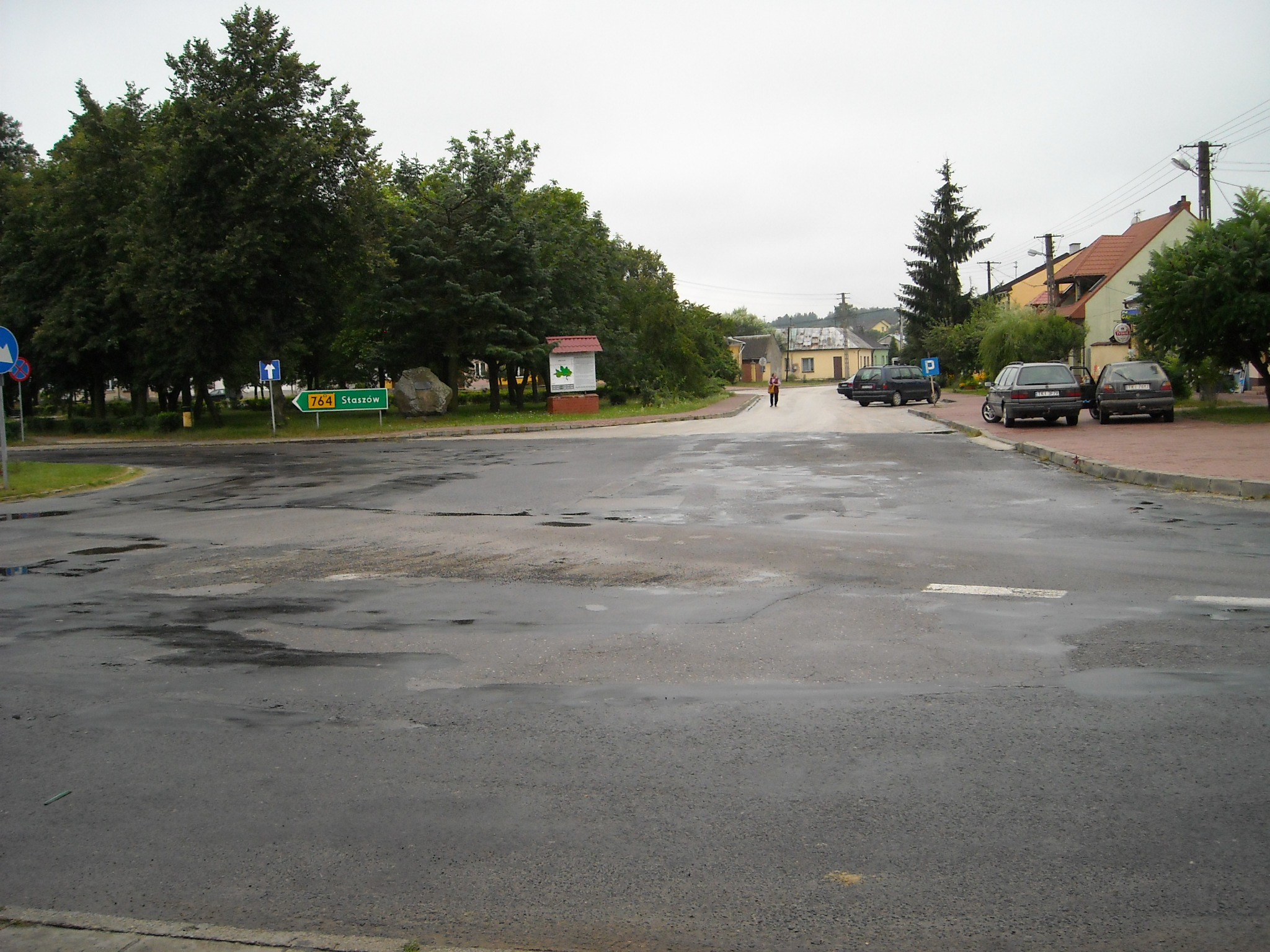
Plac Wolności (Quảng trường Tự do), khu chợ cũ (Rynek)
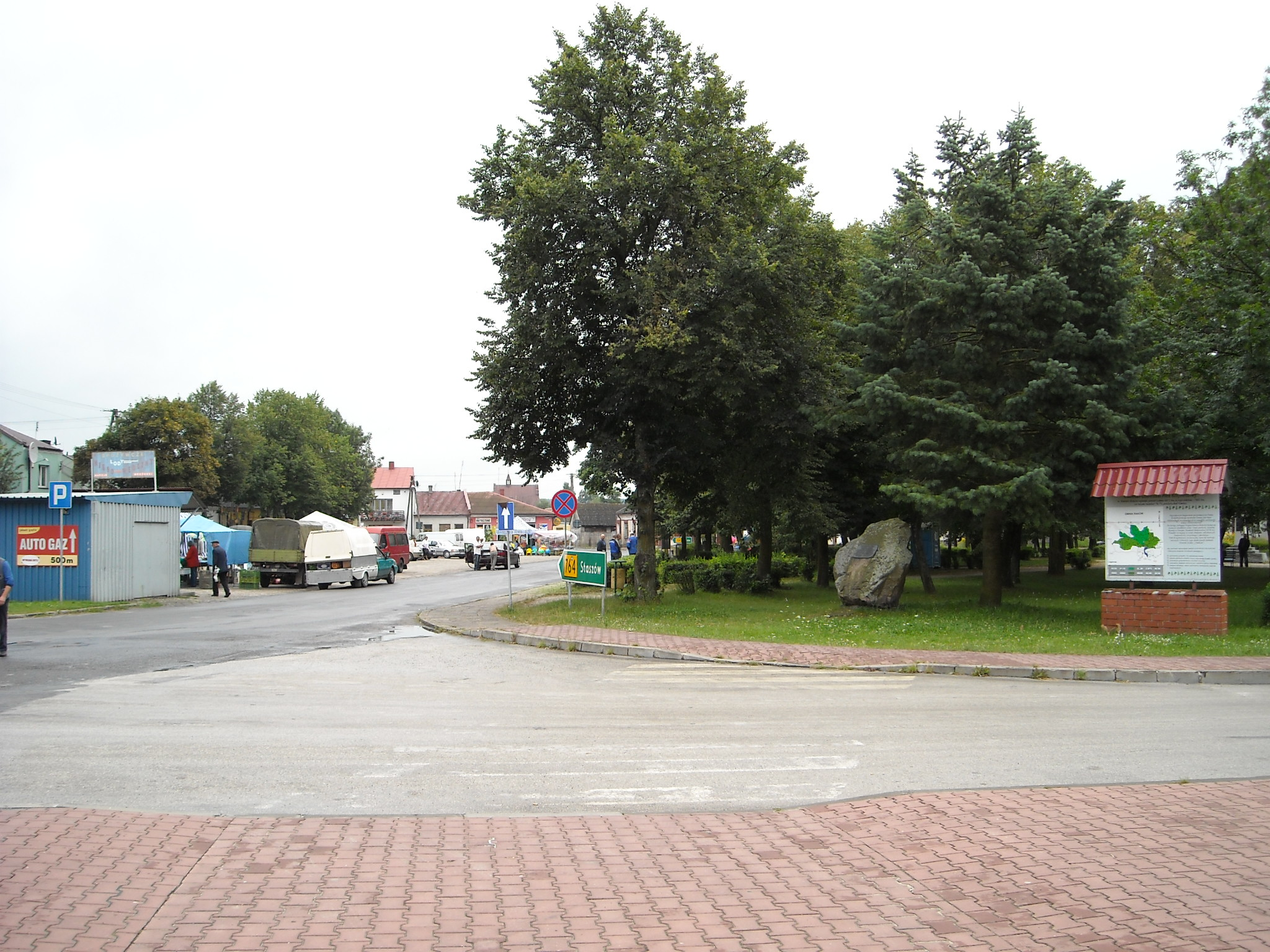
Plac Wolności (Quảng trường Tự do), khu chợ cũ (Rynek)
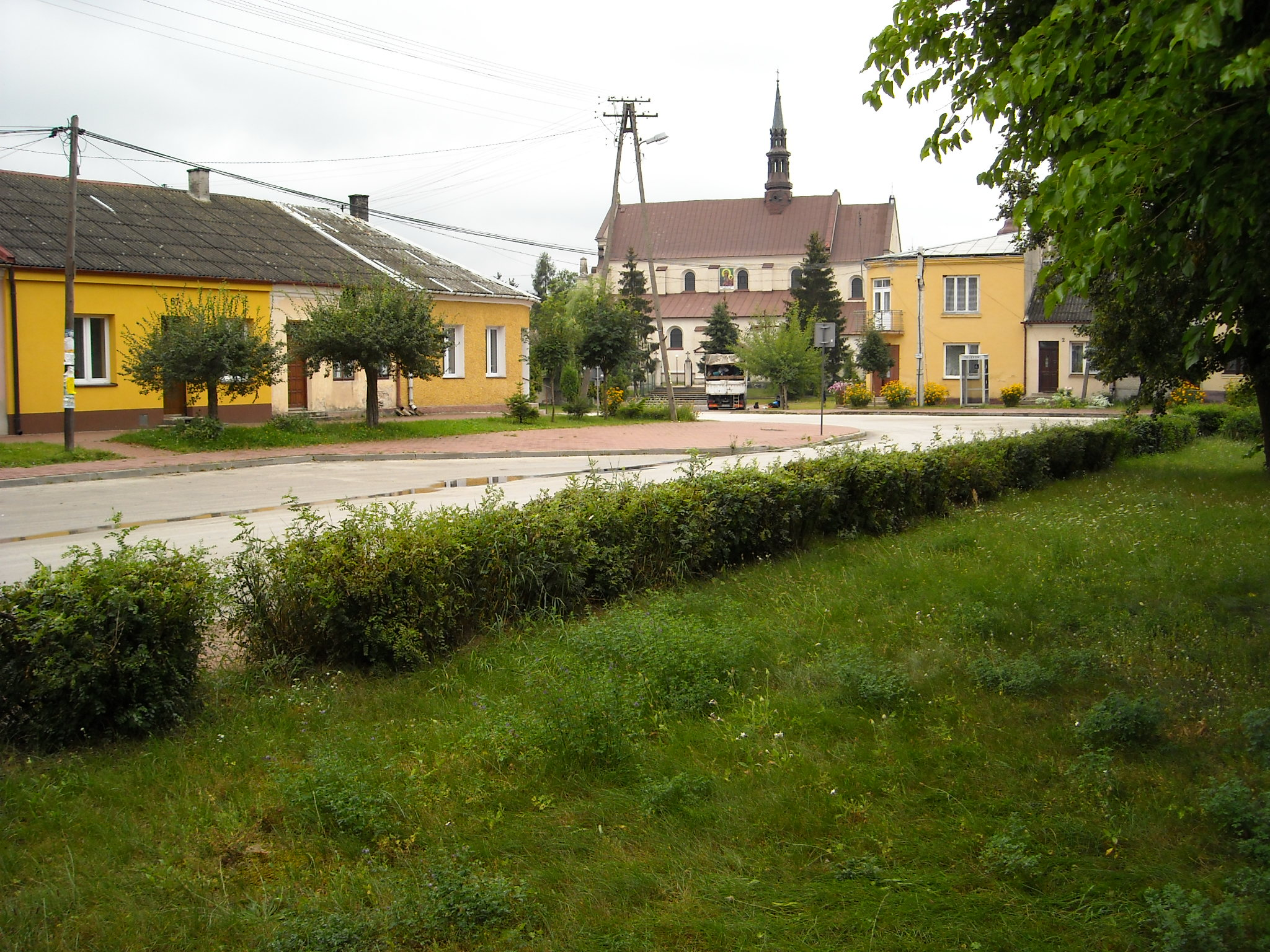
Plac Wolności (Quảng trường Tự do), khu chợ cũ (Rynek). Trong một nền tảng, Nhà thờ Holy Trinity
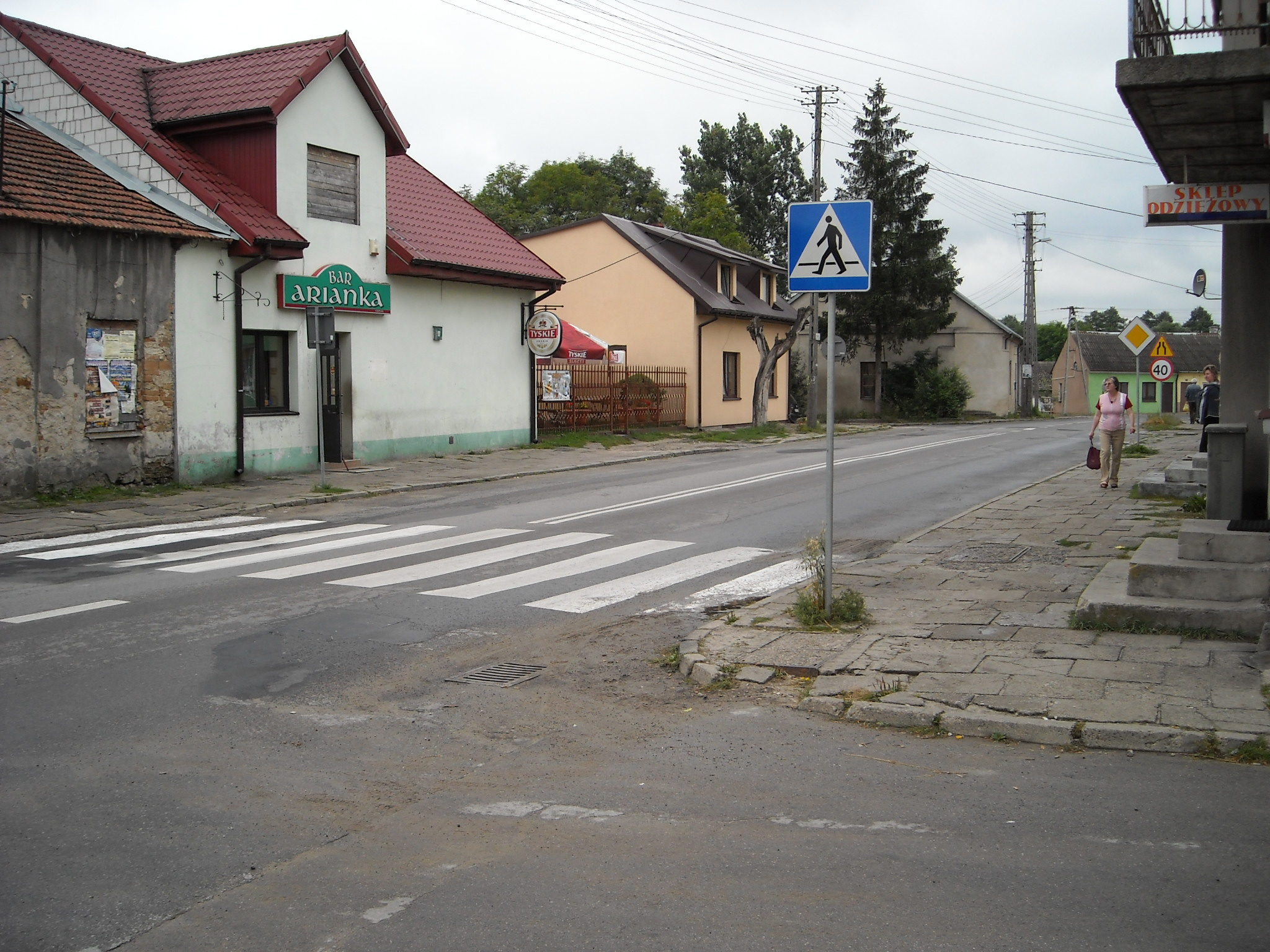
Đường Sienieńskiego (người sáng lập và chủ sở hữu đầu tiên của Raków). Trong sự thành lập - nhà cũ của anh em đồng hữu Ba Lan
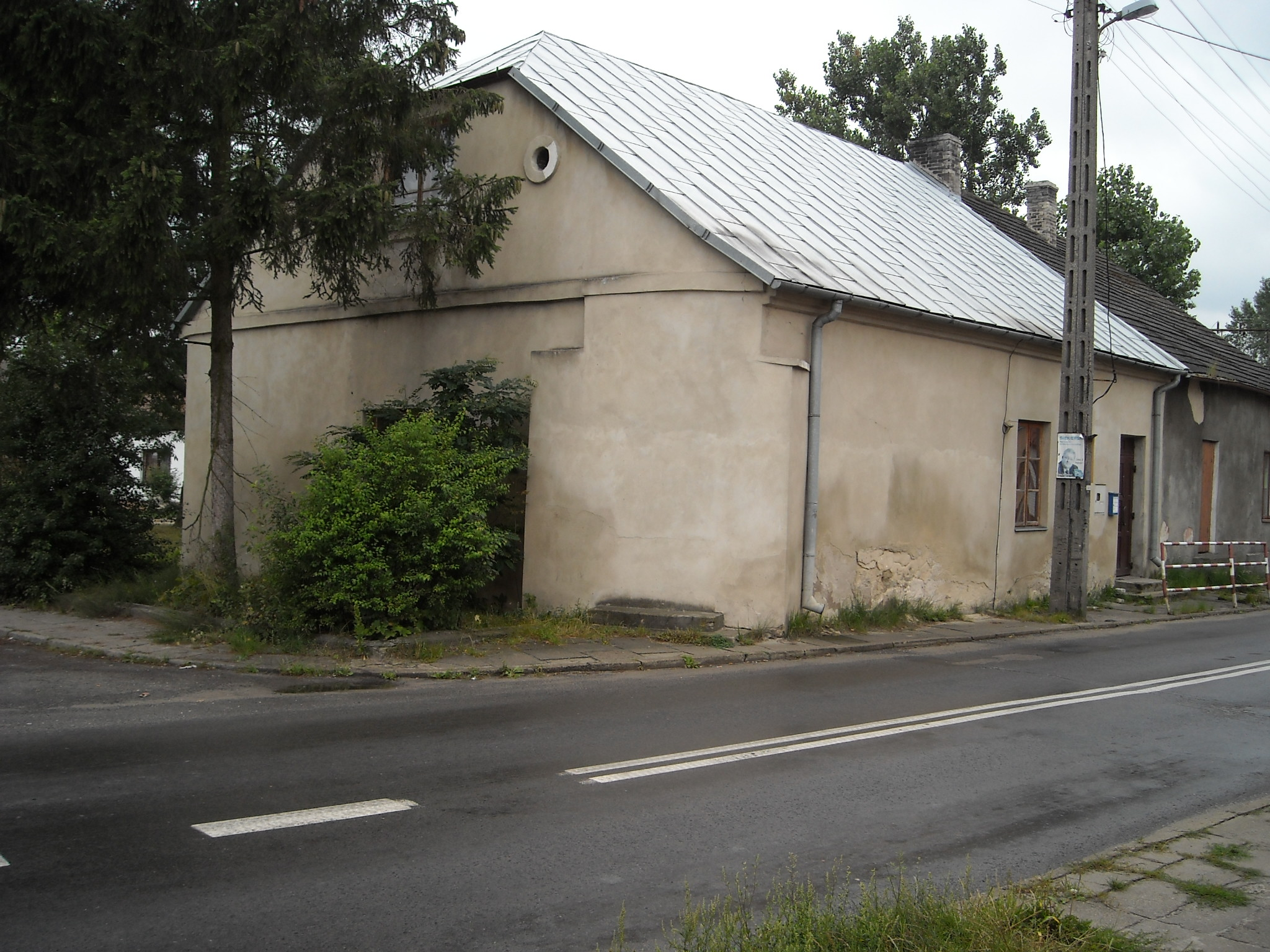
Nhà cũ của anh em đồng hữu Ba Lan (Sienieńskiego đường 6); hiện là thư viện và là ngôi nhà của Hội những người bạn của Raków
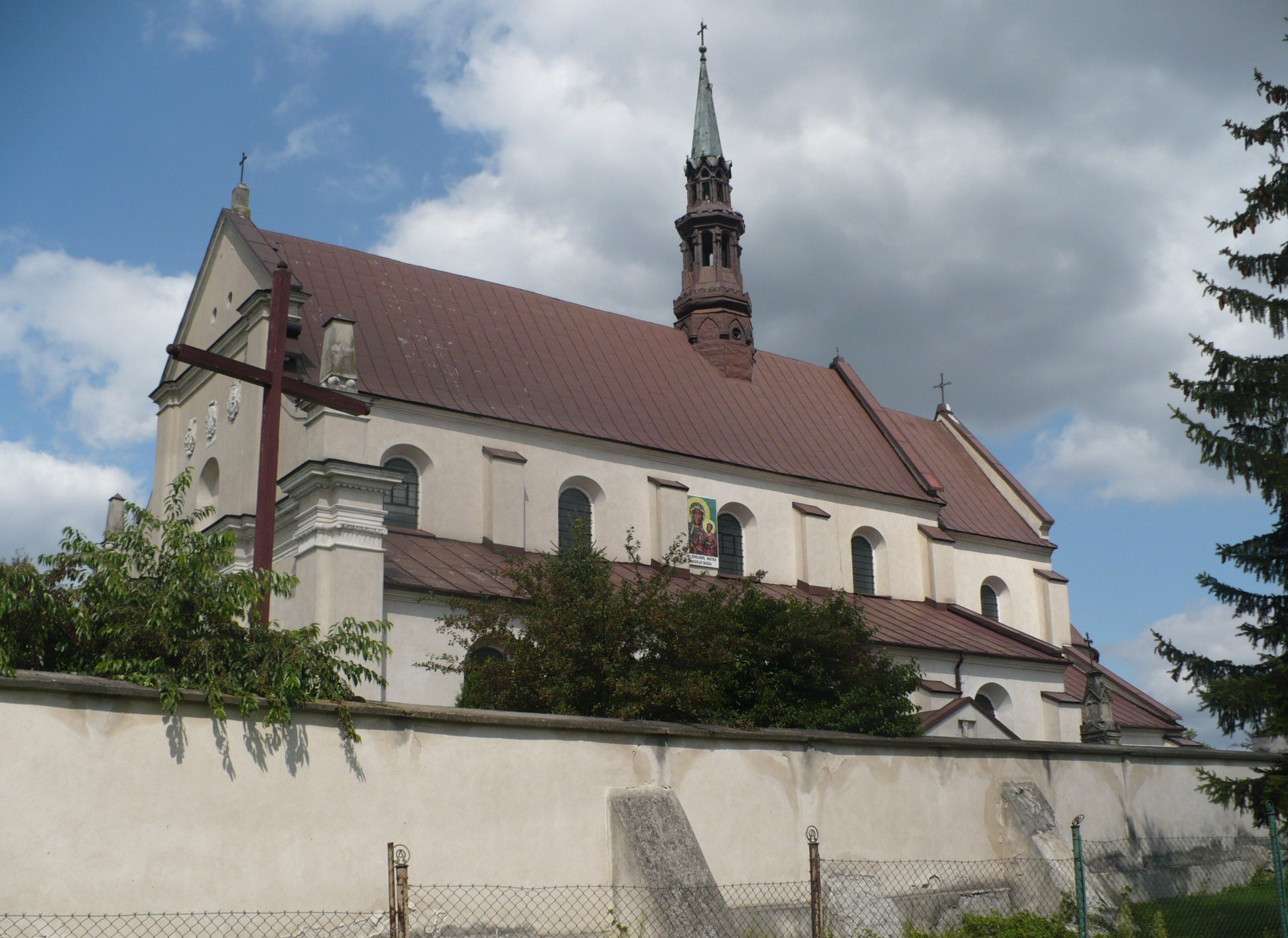
Nhà thờ Holy Trinity thế kỷ 17, đường Kościelna. Được xây dựng trên tàn tích của một nhà thờ của anh em đồng hữu Ba Lan.
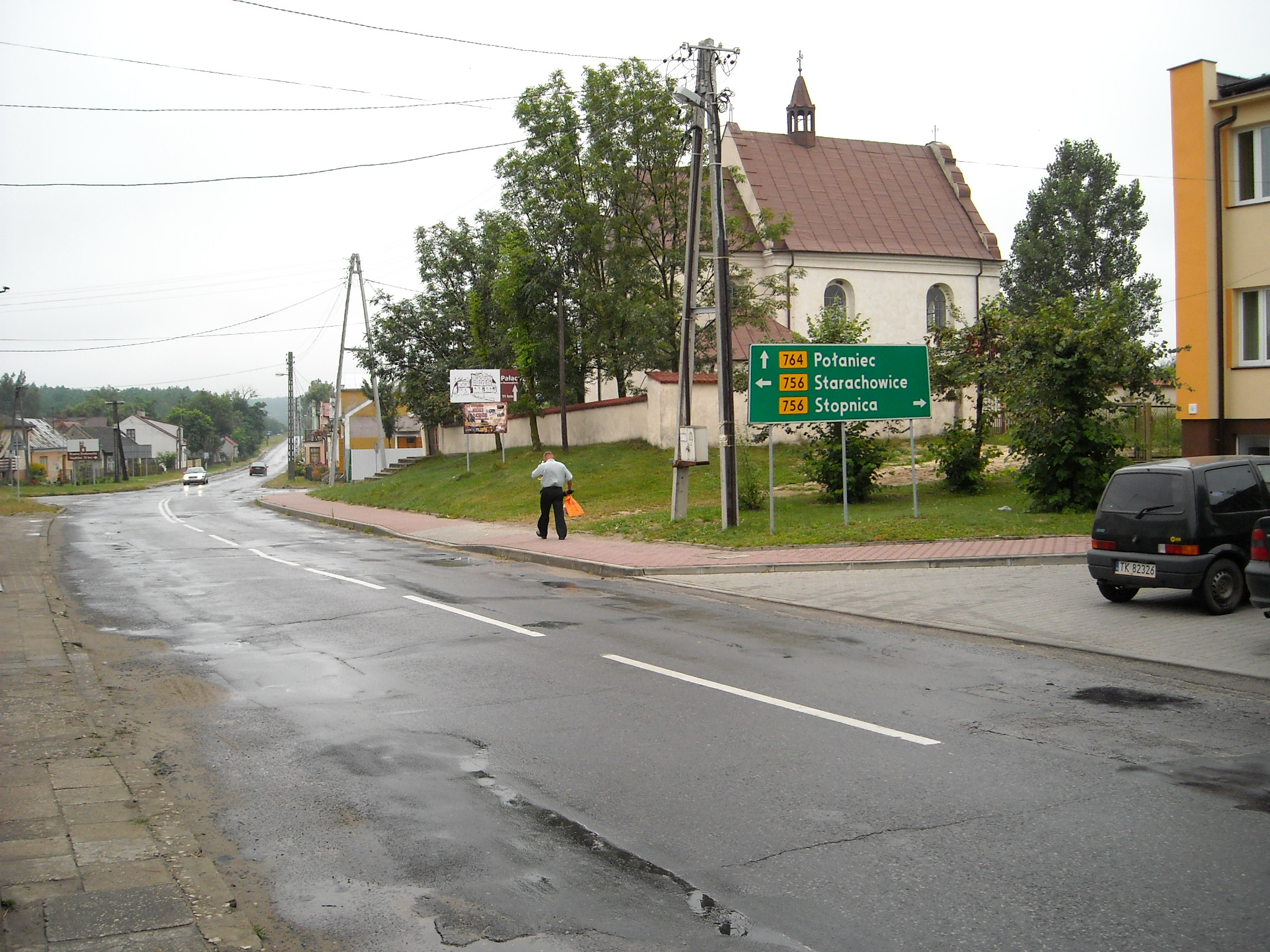
Nhà thờ thánh Anne, đường Klasztorna
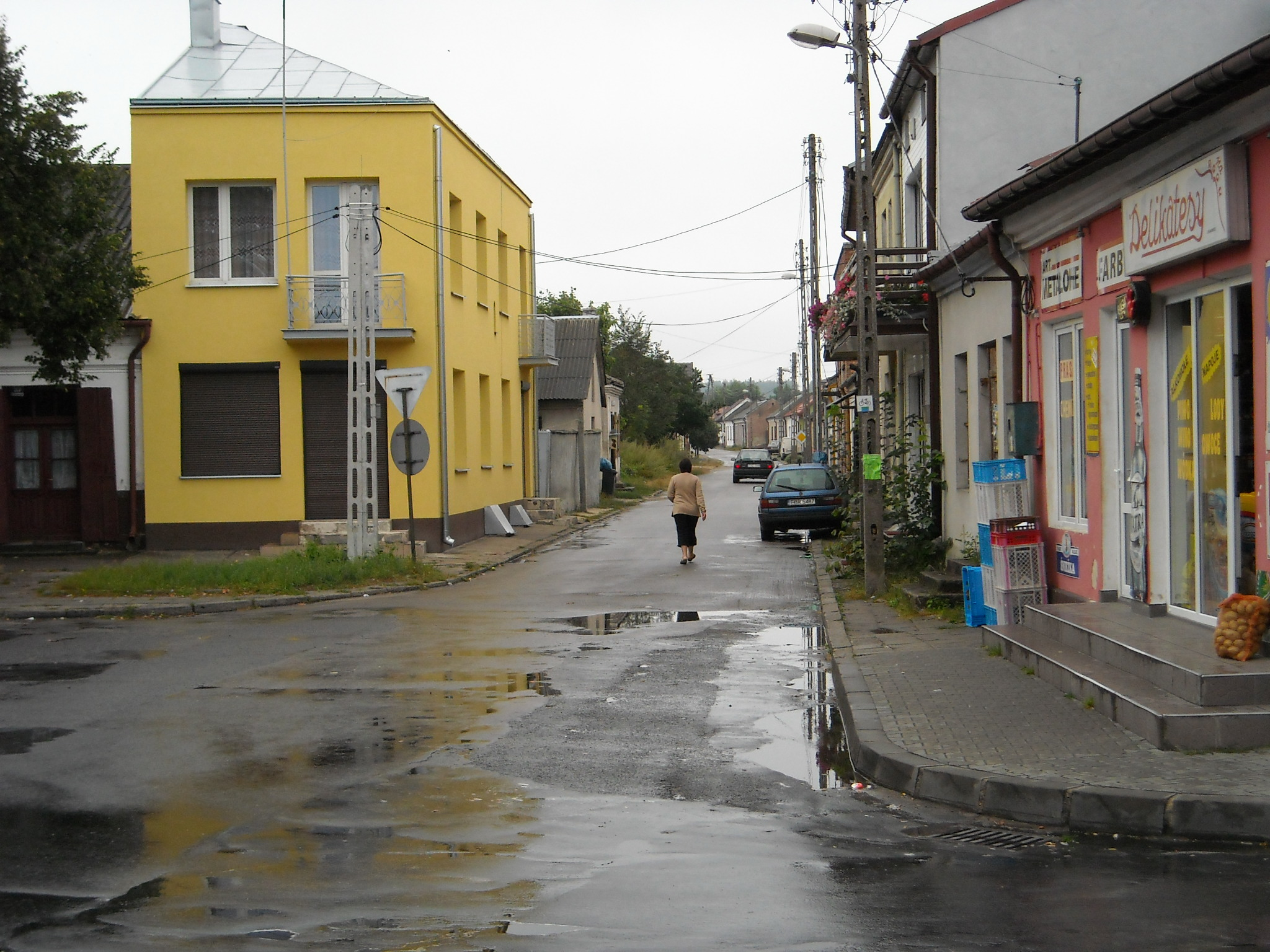
Đường Listopadowa, nhìn từ một khu chợ